# La Puebla (Nuevo México)
La Puebla es un lugar designado por el censo ubicado en el condado de Santa Fe en el estado estadounidense de Nuevo México. En el Censo de 2010 tenía una población de 1186 habitantes y una densidad poblacional de 150,83 personas por km².

## Geografía
La Puebla se encuentra ubicado en las coordenadas 35°59′20″N 105°59′56″O / 35.98889, -105.99889. Según la Oficina del Censo de los Estados Unidos, La Puebla tiene una superficie total de 7.86 km², de la cual 7.86 km² corresponden a tierra firme y (0%) 0 km² es agua.

## Demografía
Según el censo de 2010, había 1186 personas residiendo en La Puebla. La densidad de población era de 150,83 hab./km². De los 1186 habitantes, La Puebla estaba compuesto por el 55.56% blancos, el 0.59% eran afroamericanos, el 2.36% eran amerindios, el 0.34% eran asiáticos, el 0% eran isleños del Pacífico, el 35.5% eran de otras razas y el 5.65% pertenecían a dos o más razas. Del total de la población el 80.02% eran hispanos o latinos de cualquier raza.